# Universidad Técnica de Darmstadt
La Universidad Técnica de Darmstadt (en alemán, Technische Universität Darmstadt , abr. TU Darmstadt , TUDa) es una universidad alemana, situada en Darmstadt, en el Land (estado federal) de Hesse. Se fundó en 1877. En 2011 con 25,100 estudiantes es una de las universidades más grande del estado de Hesse y una de las Universidades de tecnología más grandes en Alemania. 
La Universidad Técnica de Darmstadt fundó en 1882 la primera cátedra de ingeniería eléctrica del mundo. En 1883 siguió la primera facultad de ingeniería eléctrica del mundo y, por lo tanto, la introducción del primer programa de grado en ingeniería eléctrica del mundo. Los graduados y empleados de la TU Darmstadt establecieron significativamente la informática, la informática empresarial y la inteligencia artificial como un campo científico en Alemania. Los inicios de la informática como disciplina científica en Alemania se remontan al Instituto de Matemáticas Prácticas en el TH Darmstadt. En 1975, el TH Darmstadt presentó el curso de primer grado en Informática Empresarial en Alemania. 
Durante varios años, la Technische Universität Darmstadt ha sido una de las universidades de Alemania con la mayoría de los altos directivos de la economía alemana. La universidad se encuentra actualmente entre los 3 mejores.
TU Darmstadt tiene alianzas estratégicas con Merck, Continental, Bosch, Siemens y Deutsche Bahn.
La universidad tiene un gran reconocimiento internacional por su  escuela de ingenieros, y también la arquitectura, la economía y la psicología.